# The Journeyman Project: Pegasus Prime
The Journeyman Project: Pegasus Prime is een computerspel ontwikkeld door Presto Studios en uitgebracht door Bandai in 1997. Het spel is in feite een remake van The Journeyman Project, met enkele van de acteurs uit The Journeyman Project 2: Buried in Time.

## Gameplay
Net als in het originele spel is Pegasus Prime een first-person spel. De velden zijn gelijk aan die uit The Journeyman Project, maar veel grafische elementen en animaties zijn bijgewerkt naar het niveau van The Journeyman Project 2: Buried in Time.

## Ontwikkeling
Oorspronkelijk werd het spel aangekondigd als een "Director's Cut" van The Journeyman Project. Pegasus Prime werd uitsluitend uitgebracht voor de Power Macintosh door Bandai Digital Entertainment in Noord-Amerika. In Japan werd het spel uitgebracht voor de Apple Pippin en Sony PlayStation. Presto had tevens plannen om het spel in de Verenigde Staten uit te brengen op de Sony PlayStation (samen met uitgever Acclaim Entertainment) en Sega Saturn, maar deze versies zijn nooit gemaakt.